# Myiopharus metopia
Myiopharus metopia là một loài ruồi trong họ Tachinidae.